# I Am Ghost
I Am Ghost foi uma banda estadunidense de post-hardcore, formada em 2004 em Long Beach, Califórnia. Eles assinaram com a Epitaph Records 2005-2010, antes de se separarem em julho de 2010.

## História

### 2005-2006: Lover's Requiem
Em 2005 lançou seu EP We Are Always Searching. Em 2006 o I Am Ghost lançou seu primeiro álbum pela gravadora Epitaph Records, Lover's Requiem. O álbum tem 13 faixas e ainda conta com a presença de Kerith nos vocais e no violino.

### 2008-2010: Reformulação, novo álbum e fim da banda
Após dois anos, lançam o segundo álbum, Those We Leave Behind. Steve, vocalista da banda, tratou de achar novos membros para a gravação desse álbum. Hoje ela conta com Ron (baixo), Timoteo e Chad (guitarras), Justin (bateria) e Steve (vocais). Em julho de 2010 a banda veio por se separar.

## Depois da banda
Em setembro de 2010, Steve Juliano (vocal) formou uma nova banda, Requiem for the Dead. A banda lançou seu primeiro álbum, Sempre e para sempre em 2 de setembro de 2011.
Em 20 de abril de 2011, Tim Rosales (guitarra) formou um novo grupo chamado "The Ghost Digital", que consiste em colaborações com artistas em todo o mundo. Ele também ajuda a executar uma empresa chamada "Vatican Clothing". Em maio de 2011, Tim se junta a um grupo de hip-hop latino chamado "Llaves De La Calle", de Los Angeles, CA. Em junho de 2011, Tim se une a uma banda pop rock industrial chamada "Chamber of Echoes" da mesma cidade. Em setembro de 2011, Tim se junta a um grupo de metal alternativo chamado "September Mourning". Ele também está trabalhando atualmente com os seguintes artistas: DJ David Martin, Me Vs I, Sky Poético, Boogie Verde, batidas Caixa King, Gatsby, Omar Montanez, Kokee Vega, Colômbia, Realidade e outros. Ele lançou seu novo álbum solo em dezembro de 2011.
Em dezembro de 2011, membro fundador Victor Anjo Camarena (bateria) toca para a banda djent Emissary. O EP intitulado Sentinels foi disponibilizado no início de 2012.
Em 15 de janeiro de 2012, Ron Ficarro (baixo) tornou-se membro oficial da banda Falling In Reverse após o baixista Mika Horiuchi sair. 

## Membros
- Steve Juliano - Vocal
- Chad Kulengosky - Guitarra base, Vocal
- Timoteo Rosales III - Guitarra solo
- Ron Ficarro - Baixo, vocal
- Justin McCarthy - bateria

## Ex membros
- Brian Telestai - Baixo, teclado, vocal
- Kerith Telestai - Violino,vocal
- Viktor Angel Camarena - bateria
- Ryan Seaman - bateria
- Gabe Iraheta - Guitarra

## Álbuns de estúdio
- Lovers' Requiem - 2006
- Those We Leave Behind - 2008

## EPs
- We Are Always Searching - 2005

### DVDs
- Untitled (ao vivo em Pomona, CA (Southern California) -2009